# Listrocryptus spatulatus
Listrocryptus spatulatus là một loài tò vò trong họ Ichneumonidae.